# Alep Soulojaure
Alep Soulojaure är en sjö i Jokkmokks kommun i Lappland och ingår i Piteälvens huvudavrinningsområde. Sjön har en area på 0,228 kvadratkilometer och ligger 512 meter över havet. Alep Soulojaure ligger i Udtja Natura 2000-område.

## Delavrinningsområde
Alep Soulojaure ingår i det delavrinningsområde (736099-164019) som SMHI kallar för Mynnar i Udtjabäcken. Medelhöjden är 520 meter över havet och ytan är 16,83 kvadratkilometer. Räknas de 6 avrinningsområdena uppströms in blir den ackumulerade arean 61,51 kvadratkilometer. Udtjajåkkå som avvattnar avrinningsområdet har biflödesordning 3, vilket innebär att vattnet flödar genom totalt 3 vattendrag innan det når havet efter 208 kilometer. Avrinningsområdet består mestadels av skog (20 procent) och sankmarker (77 procent). Avrinningsområdet har 0,45 kvadratkilometer vattenytor vilket ger det en sjöprocent på 2,7 procent.